# 2038
Rok 2038 (MMXXXVIII) gregoriánského kalendáře začne v pátek 1. ledna a skončí v pátek 31. prosince.
Tento rok bude také nejpozdější možné datum Velikonoc, tedy 25. dubna.

## Očekávané události
- 5. ledna – Z území Česka bude pozorovatelné částečné zatmění Slunce.
- 19. ledna v 03:14:07 UTC může dojít ke kolapsu počítačových systémů v důsledku problému Y2K38.[1][2]
- 2. července – Z území Česka bude pozorovatelné částečné zatmění Slunce.

## Výročí událostí
- 29. září – Mnichovská dohoda (100 let)
- 1. října – Zabrání Sudet od Československa ke Třetí říši (100 let)